# Carinus
Carinus (tiếng Latinh: Marcus Aurelius Carinus Augustus; ? – 285) là Hoàng đế La Mã từ năm 282 đến 285. Là trưởng nam của Hoàng đế Carus và anh của Hoàng đế Numerianus, ông được cha mình bổ nhiệm là Caesar và đồng Hoàng đế nửa phần phía tây của Đế quốc La Mã sau khi kế vị ngôi báu. Những tài liệu chính thức về tên tuổi và binh nghiệp của ông mới được tiết lộ qua lời tuyên truyền có phần bôi bác từ kình địch Diocletianus.

## Triều đại
Carinus đã thành công khi tiến hành thảo phạt các bộ lạc Quadi gốc German, nhưng ngay sau đó đã giao việc phòng thủ vùng thượng sông Danube cho viên trấn thủ của mình rồi vội vàng quay trở về Roma, mà theo các nguồn tài liệu còn lại có phần phỉ báng ông và khẳng định rằng Hoàng đế chỉ mãi lo ăn chơi trác táng quá độ mà bỏ bê chính sự. Một điều chắc chắn là Carinus đã tổ chức lễ Ludi Romani hàng năm với quy mô tráng lệ xa hoa xưa nay chưa từng có.
Sau cái chết của Carus, quân đội ở phía đông đòi quay trở về châu Âu dẫn đến việc Numerianus, con út của Carus đã buộc phải tuân theo vì sợ quân đội nổi loạn gây nguy hiểm đến tính mạng. Trong thời gian dừng chân tại Chalcedon thì đột nhiên binh lính phát hiện ra Numerianus đã chết bất đắc kỳ tử. Diocletianus lúc này là chỉ huy đội vệ binh tuyên bố rằng Numerianus đã bị thuộc hạ của mình ám sát và nghiễm nhiên được quân sĩ tôn lên làm Hoàng đế.
Carinus dẫn đại quân rời khỏi Roma cùng một lúc và ban đầu đến phía đông chỉ định hội kiến Diocletianus. Trên đường hành quân qua Pannonia ông còn ra tay triệt hạ kẻ tiếm ngôi Sabinus Iulianus và bất chợt đụng phải quân của Diocletianus ở Moesia.

### Cái chết
Carinus đã thành công trong nhiều trận giao tranh. Trong trận sông Margus (Morava), theo một tài liệu cho biết chính nhờ sự dũng cảm mà quân của Hoàng đế đã trụ vững ngay trong ngày đầu giao chiến, giữa lúc chuẩn bị tiến công áp đảo quân đối phương thì Carinus lại bị một viên hộ dân quan hộ tống ra tay ám sát cũng do ông đã quyến rũ vợ của người này khiến anh ta tức giận mà trả thù. Một nguồn tài liệu khác thì cho rằng cuộc chiến kết thúc với phần thắng lợi hoàn toàn về phía quân của Diocletianus và quân của Carinus đã bỏ rơi ông ngay lập tức. Tài liệu này còn xác nhận bởi thực tế là Diocletianus đã quy hàng được viên chỉ huy quân Cấm vệ (Praetorian Guard) dưới trướng Carinus là Titus Claudius Aurelius Aristobulus khiến đại quân Carinus tan vỡ nhanh chóng tạo điều kiện thuận lợi cho Diocletianus giành đại thắng.

### Danh tiếng
Carinus nổi danh là một trong những Hoàng đế La Mã tệ nhất. Điều ô nhục cũng có thể là do chính Diocletianus thổi phồng lên. Ví dụ như theo bộ sử Historia Augusta (không đáng tin cậy) thì Carinus đã kết hôn với chín người vợ, trong khi bỏ qua việc đề cập đến người vợ thực sự duy nhất của ông là Magnia Urbica có với ông một đứa con trai là Marcus Aurelius Nigrinianus. Sau khi ông chết, Diocletianus ra lệnh đem ra bêu rếu sự tưởng niệm về Carinus và tên của ông cùng vợ đã bị xóa khỏi bản khắc.